# مقاطعة هانوفر (فيرجينيا)
 مقاطعة هانوفر  (بالإنجليزية:  Hanover County)‏ هي إحدى المقاطعات في ولاية فيرجينيا في الولايات المتحدة الأمريكية.

## أعلام
- ستيفن هيرد
- توماس س. هيند
- تشارلز تيت
- توماس نيلسون الابن
- جون سكوت
- سوزان ارتشر وايس
- توماس نيلسون بيج
- ويليام كامبل
- جيسي غوف